# 세포막

세포막 구조

세포막(細胞膜, 영어: cell membrane)은 모든 세포가 가지고 있는 구성요소이며, 세포 내부와 외부를 서로 구분해준다. 세포막은 인지질 및 단백질 분자로 구성된 얇고 구조적인 인지질 이중층으로 되어 있으며, 선택적인 투과성을 지닌다. 세포 표면막은 수용체 단백질과 세포부착 단백질(막단백질)을 지니고 있기도 한다. 이외에도 다른 기능을 수행하는 단백질들도 존재하며, 이러한 단백질은 세포 기능 및 조직 구성을 항시 일정하게 유지하는 데 매우 중요한 역할을 담당한다.
동물 세포에서, 세포막은 이러한 역할을 홀로 수행하는 반면, 효모, 세균, 식물에서는 세포벽이 최외곽 경계를 형성하며, 물리적인 방호력을 제공한다. 세포막은 대략 10 나노미터 두께이며, 투과 전자 현미경으로 희미하게 구분할 수 있다. 세포막의 또 다른 중요한 역할은 세포전위를 유지하는 것이다.

## 유동 모자이크
세포막의 기본 구성 및 구조는 다른 세포소기관을 감싸는 막과 동일하다. 세포막은 인지질 이중층이라는 두 겹의 인지질로 구성되어 있으며, 세포막은 유동 모자이크 구조로 설명된다. 유동 모자이크란 지질이 자유롭게 떠다니는 2차원적인 흐름을 의미하며, 내부에는 세포막을 가로지르는 통로 혹은 수용체로 작용하는 단백질을 가지고 있다. 이러한 세포막 모형은 1971년 S.J. Singer가 지질 단백질 모형을 제안하고, 1972년 G.L. Nicolson과 함께 유동 특성을 제시에 탄수화물이 붙어있다. 세포는 세포막의 유동성을 유지하기 위해서 지질의 종류 및 양을 다양하게 변화시킨다. 이중층 내부에 있는 콜레스테롤 분자(진핵세포의 경우)나 호파노이드(원핵세포의 경우)는 유동성을 유지시켜주는 데 도움을 준다.

## 자세한 구조
사실 세포막 내부의 모든 지방 분자는 자유롭게 확산할 수 있다는 의미에서의 유체가 아니다. 즉 카베올라등은 세포막 영역에 상대적으로 고정되어 있으며, 많은 단백질의 경우는 확산하지 않는다. 세포골격은 세포막을 지지하면서 세포막 내부 단백질을 고정시키고, 특정한 면으로 향하게 해주며, 또한 단백질이 세포막 내부에서 움직일수 있는 범위를 제한해준다. 세포막 표면은 항상 형태 없이 움직이는 유체가 아니라, 어느 정도의 구조를 보여준다. 시냅스는 보다 구조적인 세포막의 예이다.
새로운 물질은 다음과 같은 여러 가지 방식에 의해 세포막에 포함되거나 혹은 제거된다. 첫째, 세포간의 소포의 융합은 소포 내부 물질을 분비할 뿐만 아니라 소포막의 물질을 세포막에 포함시킨다. 세포막은 훗날 소포가 되는 수포를 형성하기도 한다. 둘째, 세포막이 관상 구조를 가지고 있다면, 관으로부터의 물질은 세포막속으로 흡수될 수 있다. 셋째, 비록 세포막 내부에 수성물질의 농도가 낮다고 하더라도(안정된 세포막 구성물은 물에 잘 녹지 않는다), 이러한 수성물질에서 분자 교환이 가능하다. 위 모든 경우에서, 세포막의 장력은 물질의 교환 비율에 영향을 미친다. 일부 세포에서, 특히 매끈한 형태를 가지는 세포에서, 세포막의 장력 및 면적은 각각 탄력성 및 유동성과 관련이 있다. 시간에 대한 연관성은 "항상성"이라고 하며, 즉 시간에 대해 면적이나 장력이 얼마나 일정한가를 의미하는 것이다.

## 세포막 투과 수송
인지질 이중층인 세포막은 반투과성을 지닌다. 이는 일부 분자만이 세포 내외로 수송될 수 있다는 것을 의미한다. 이렇게 통과가능한 분자는 크기가 작거나 혹은 소수성이어야 한다. 그렇지 않은 대부분의 분자는 통과를 매개하는 각각의 막단백질이 세포막에 있을 경우에만 통과할 수 있다.
분자에 따라, 수송은 다른 방식으로 일어나며, 크게 아데노신 삼인산 형태로 존재하는 에너지를 소모하는 능동수송과 그렇지 않은 수동수송의 두 가지로 나눌 수 있다.

### 수동수송
수동수송은 물질이 세포막을 통과할 때 아데노신 삼인산 등의 화학 에너지를 소모하지 않는 수송이다. 소수성(疏水性)(비극성) 혹은 작은 극성 분자, 그리고 가스는 막단백질의 매개가 필요없는 확산을 통해 운반되며, 극성을 띠거나 전하를 띤 작은 분자들 그리고 이온들은 각각에 대한 막단백질이 매개하는 촉진확산의 방식으로 운반된다. 물분자는 확산의 형태로도 세포막을 통과하지만 (그러나 물분자는 세포내에서 주로 용매로 사용되기 때문에 삼투형태로 수송 된다 하는 것이 일반적이다.) 대부분 아쿠아포린이라는 막단백질을 통해 삼투의 형태로 운반된다. 농도 기울기를 따라서 이동의 방향이 결정된다 (엄밀하게 말하면 양쪽 방향으로 이동이 일어나지만 총체적으로 농도가 높은 쪽에서 낮은 쪽으로 알짜 이동이 일어난다). 이온이나 전하를 띤 분자의 이동 방향은 단순한 농도 기울기뿐만 아니라 세포막을 중심으로 형성된 세포안과 밖의 전위차에 의해서도 영향을 받는다.

### 능동수송
능동수송 과정에서 분자는 일반적으로 농도 기울기에 반해서 수송되며, 이는 엔트로피 법칙에 어긋나는 것이다. 이러한 농도 경사에 역행해서 이동이 일어나려면 아데노신 삼인산(ATP)의 가수분해에 의한 에너지가 필요하다. 두 가지의 능동수송이 가능한데, 하나는 운반체가 직접 아데노신 삼인산을 가수분해하며 이때 발생하는 에너지를 이용하여 수송하는 것으로서 1차 능동수송이라고 한다. 두 번째 방법은 다른 분자(주로 소듐 펌프)가 아데노신 삼인산을 가수분해할 때 나온 에너지를 이용하는 방법으로서 2차 능동수송이라고 한다. 소듐펌프는 아데노신 삼인산의 분해 에너지를 이용하여 소듐은 세포밖으로 퍼내고 포타슘은 세포 안으로 이동시킨다. 그러면 2차 능동 수송 막단백질들은 세포막을 경계로 형성된 소듐의 농도 기울기라는 화학적에너지를 이용하여 각자의 분자나 이온들을 농도 기울기에 역행해서 이동시킨다. 이 두 분자의 이동 방향은 같은 방향일수도 다른 방향일수도 있다.

## 같이 보기
- 막 단백질
- 이중막(생물)
- 인지질